# Coppa Italia 1964-1965
La Coppa Italia 1964-1965 fu la 18ª edizione della manifestazione calcistica. Iniziò il 6 settembre 1964 e si concluse il 29 agosto 1965. Il trofeo fu vinto dalla Juventus, al suo quinto titolo.

## Date
| Turno            | Data                         |
| ---------------- | ---------------------------- |
| Primo turno      | 6 settembre 1964             |
| Qualificazione   | 23 ottobre 1964              |
| Secondo turno    | 6 gennaio - 24 febbraio 1965 |
| Terzo turno      | 14 marzo - 7 aprile 1965     |
| Quarti di finale | 16 aprile - 5 maggio 1965    |
| Semifinali       | 9 giugno 1965                |
| Finale           | Roma, 29 agosto 1965         |

## Primo turno
| Arbitro: | Bernardis (Trieste) |

|                   |           |                              |
| Di Cristofaro 21’ | Marcatori | 42’ Menichelli 84’ Stacchini |

| Arbitro: | Monti (Ancona) |

|             |           |                                                |
| Lubrano 41’ | Marcatori | 22’ Nocera 99’ Favalli 103’ Nocera 107’ Patino |

| Arbitro: | Acernese (Roma) |

|                            |           |  |
| Veneranda 50’ De Paoli 55’ | Marcatori |  |

| Arbitro: | Pieroni (Roma) |

|  |           |                       |
|  | Marcatori | 35’ Guizzo 62’ Gerosa |

| Arbitro: | Marengo (Chiavari) |

|                                   |           |  |
| Azzimonti 50’ (rig.) Fracassa 66’ | Marcatori |  |

| Arbitro: | Righetti (Torino) |

|                             |           |                                               |
| Mainardi 12’ Mascalaito 77’ | Marcatori | 6’ Greatti 24’ Congiu 43’ Cera 87’ Cappellaro |

| Arbitro: | Politano (Cuneo) |

|                         |           |                 |
| Pagliari 33’ Brülls 77’ | Marcatori | 21’ Zoppelletto |

| Arbitro: | Cirone (Palermo) |

|               |           |                                     |
| Ferraguti 27’ | Marcatori | 65’ Pienti 70’ Sormani 85’ Lojacono |

| Arbitro: | Sebastio (Taranto) |

|  |           |                                            |
|  | Marcatori | 51’ Lampredi 55’, 83’ Danova 88’ Calvanese |

| Arbitro: | Gonella (Torino) |

|                        |           |  |
| Balestrieri 42’ (rig.) | Marcatori |  |

| Arbitro: | Ferrari (Milano) |

|  |           |                                 |
|  | Marcatori | 92’ (aut.) Montanari 119’ Kolbl |

| Arbitro: | Orlando (Bergamo) |

|                          |           |           |
| Melonari 56’, 99’ (rig.) | Marcatori | 12’ David |

| Arbitro: | Barolo (Bassano del Grappa) |

|                                     |           |  |
| Cavallito 19’ Massei 43’ (rig.) 79’ | Marcatori |  |

| Arbitro: | Rancher (Roma) |

|                        |           |             |
| Bean 6’ Panzanato 117’ | Marcatori | 80’ Benatti |

| Arbitro: | Piantoni (Terni) |

|                                                     |           |                                        |
| Rossano 70’ De Bellis 83’ Raffin 87’ Cipollato 110’ | Marcatori | 15’ (rig.) Ghersetich 57’, 67’ Orlandi |

| Arbitro: | Schinetti (Brescia) |

|  |           |                                           |
|  | Marcatori | 5’ Governato 40’ (rig.) Renna 73’ Piaceri |

| Arbitro: | Marchiori (Padova) |

|             |           |                                  |
| Novelli 80’ | Marcatori | 30’, 50’ Petroni 90’ Magistrelli |

### Tabella riassuntiva
| Squadra 1    | Risultato   | Squadra 2         |
| ------------ | ----------- | ----------------- |
| Alessandria  | 1 - 2       | Juventus          |
| Bari         | 1 - 4 (dts) | Foggia            |
| Brescia      | 2 - 0       | Mantova           |
| Verona       | 0 - 2       | Venezia           |
| Lecco        | 2 - 0       | Padova            |
| Livorno      | 3 - 4       | Cagliari          |
| Modena       | 2 - 1       | Lanerossi Vicenza |
| Parma        | 1 - 3       | Sampdoria         |
| Potenza      | 0 - 4       | Catania           |
| Pro Patria   | 1 - 0       | Varese            |
| Reggiana     | 0 - 2 (dts) | Genoa             |
| Monza        | 2 - 1 (dts) | Milan             |
| SPAL         | 3 - 0       | Fiorentina        |
| Napoli       | 2 - 1 (dts) | Messina           |
| Palermo      | 4 - 3 (dts) | Catanzaro         |
| Soccer Trani | 0 - 3       | Lazio             |
| Triestina    | 1 - 3       | Atalanta          |

## Qualificazione
| Roma 23 settembre 1964 Qualificazione | Lazio              | 0 – 0 (d.t.s.) Napoli qualificato per sorteggio. (lancio della monetina) referto | Napoli | Stadio Flaminio\| Arbitro: \| Marchiori (Padova) \| |
| Arbitro:                              | Marchiori (Padova) |                                                                                  |        |                                                     |

### Tabella riassuntiva
| Squadra 1 | Risultato   | Squadra 2 |
| --------- | ----------- | --------- |
| Lazio     | 0 - 0 (dts) | Napoli    |

## Secondo turno
| Arbitro: | Sebastio (Taranto) |

|             |           |  |
| Del Sol 39’ | Marcatori |  |

| Arbitro: | Pieroni (Roma) |

|                               |           |  |
| Clerici 1’, 46’ Innocenti 81’ | Marcatori |  |

| Arbitro: | Barolo (Bassano del Grappa) |

|                    |                      |             |
| Longoni 68’ (rig.) | Marcatori            | 59’ Petroni |
| Aguzzoli           | Tiri di rigore 4 – 5 | Magistrelli |

| Arbitro: | Acernese (Roma) |

|              |           |                            |
| Ruggiero 82’ | Marcatori | 62’ Bicicli 104’ Dal Monte |

| Arbitro: | Monti (Ancona) |

|                          |           |                 |
| Cristin 14’ Ferrero 108’ | Marcatori | 66’ Di Virgilio |

| Arbitro: | Orlando (Bergamo) |

|                               |           |                 |
| Cané 53’ (rig.) Panzanato 98’ | Marcatori | 45’ Di Giovanni |

| Arbitro: | Schinetti (Brescia) |

|           |           |  |
| Fogar 61’ | Marcatori |  |

| Arbitro: | Marengo (Chiavari) |

|          |           |  |
| Riva 54’ | Marcatori |  |

### Tabella riassuntiva
| Squadra 1  | Risultato       | Squadra 2 |
| ---------- | --------------- | --------- |
| Juventus   | 1 - 0           | Brescia   |
| Lecco      | 3 - 0           | Sampdoria |
| Modena     | 1 - 1 (4-5 dcr) | Atalanta  |
| Pro Patria | 1 - 2 (dts)     | Genoa     |
| Monza      | 2 - 1 (dts)     | Venezia   |
| Napoli     | 2 - 1 (dts)     | Foggia    |
| Palermo    | 1 - 0           | Catania   |
| Cagliari   | 1 - 0           | SPAL      |

## Terzo turno
| Arbitro: | Barolo (Bassano del Grappa) |

|                                     |           |  |
| Kolbl 30’ Agroppi 41’ Dal Monte 65’ | Marcatori |  |

| Arbitro: | De Robbio (Torre Annunziata) |

|  |           |                          |
|  | Marcatori | 102’ Sívori 120’ Del Sol |

| Arbitro: | Carminati (Milano) |

|          |           |  |
| Cané 40’ | Marcatori |  |

| Arbitro: | Varazzani (Parma) |

|                                                 |           |  |
| Cappellaro 2’, 82’ Rizzo 23’, 71’ Mazzucchi 75’ | Marcatori |  |

### Tabella riassuntiva
| Squadra 1 | Risultato   | Squadra 2 |
| --------- | ----------- | --------- |
| Genoa     | 3 - 0       | Monza     |
| Lecco     | 0 - 2 (dts) | Juventus  |
| Napoli    | 1 - 0       | Palermo   |
| Cagliari  | 5 - 0       | Atalanta  |

## Quarti di finale
| Arbitro: | Carminati (Milano) |

|                      |           |  |
| Puia 74’ Carelli 75’ | Marcatori |  |

| Arbitro: | De Marchi (Pordenone) |

|        |                      |                                   |
| Perani | Tiri di rigore 3 – 4 | Combin Stacchini Menichelli Sarti |

| Arbitro: | Varazzani (Parma) |

|                                                         |           |                         |
| Jair 15’ Corso 39’ Gori 92’, 94’ Suárez 110’ Peirò 116’ | Marcatori | 31’ Rizzo 87’, 99’ Riva |

| Arbitro: | Roversi (Bologna) |

|          |           |                          |
| Cané 72’ | Marcatori | 14’ De Sisti 57’ Salvori |

### Tabella riassuntiva
| Squadra 1 | Risultato       | Squadra 2 |
| --------- | --------------- | --------- |
| Torino    | 2 - 0           | Genoa     |
| Bologna   | 0 - 0 (4-5 dcr) | Juventus  |
| Inter     | 6 - 3 (dts)     | Cagliari  |
| Napoli    | 1 - 2           | Roma      |

## Semifinali
| Arbitro: | De Marchi (Pordenone) |

|                                       |                      |                    |
| Manfredini 22’ (rig.) Francesconi 29’ | Marcatori            | 50’ Bedin 56’ Jair |
| Manfredini                            | Tiri di rigore 4 – 6 | Suárez             |

| Arbitro: | Campanati (Milano) |

|               |           |  |
| Menichelli 8’ | Marcatori |  |

### Tabella riassuntiva
| Squadra 1 | Risultato       | Squadra 2 |
| --------- | --------------- | --------- |
| Roma      | 2 - 2 (4-6 dcr) | Inter     |
| Juventus  | 1 - 0           | Torino    |

## Finale
| Arbitro: | D'Agostini (Roma) |

| |            | |
| Menichelli 15’ | Marcatori  | |
| · Roberto Anzolin · Adolfo Gori · Gianfranco Leoncini · Giancarlo Bercellino · Ernesto Castano · Sandro Salvadore · Carlo Dell'Omodarme · 75’ Luis del Sol · Vincenzo Traspedini · Chinesinho · Giampaolo Menichelli | Formazioni | · Giuliano Sarti · Tarcisio Burgnich 75’ · Giacinto Facchetti · Gianfranco Bedin · Aristide Guarneri · Armando Picchi · Jair da Costa · Sandro Mazzola · Joaquín Peiró · Luis Suárez · Mario Corso |
| Heriberto Herrera | Allenatori | Helenio Herrera |

### Tabella riassuntiva
| Squadra 1 | Risultato | Squadra 2 |
| --------- | --------- | --------- |
| Juventus  | 1 - 0     | Inter     |